# Ursula (cratère)

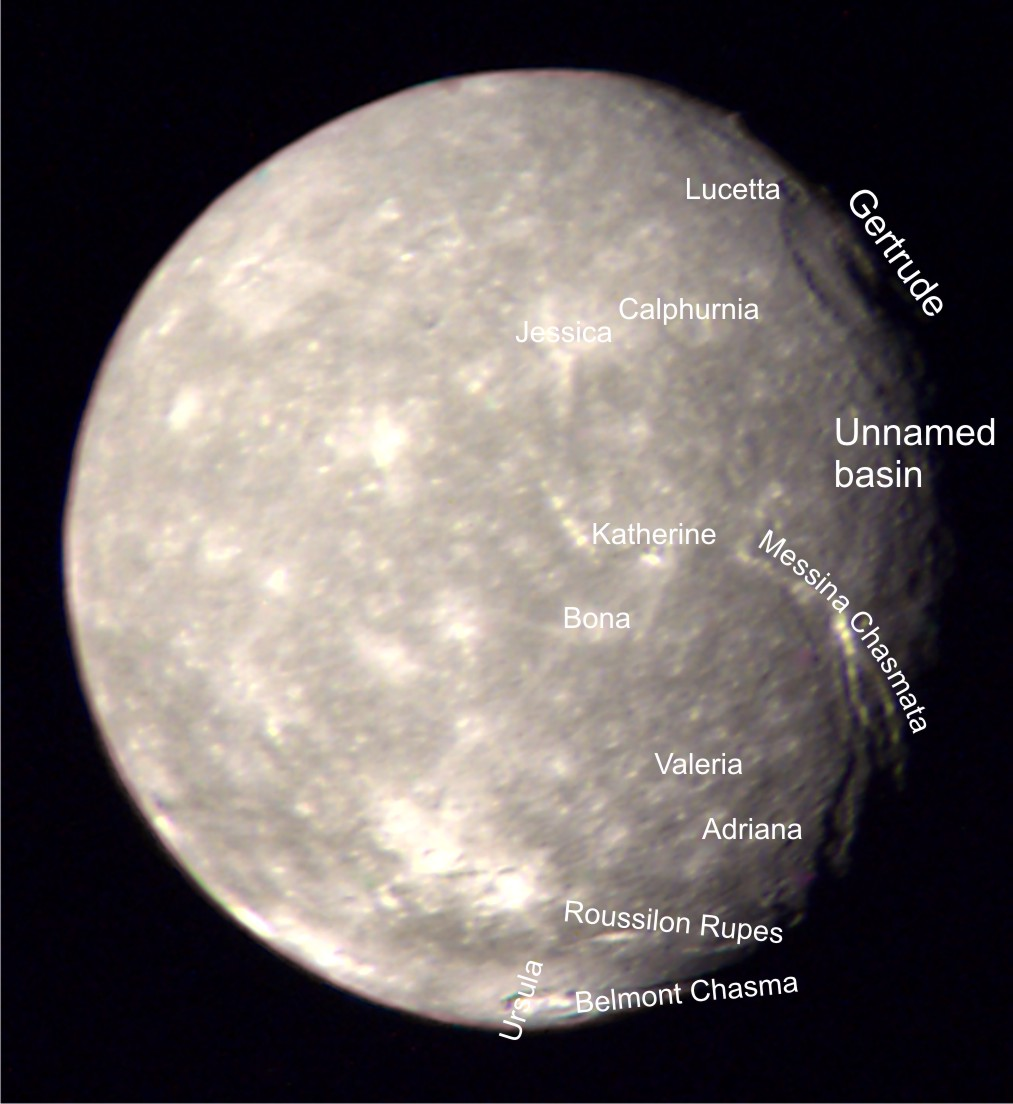
Ursula est un large et brillant cratère de Titania proche du bas de cette image prise par la sonde Voyager 2.

Ursula est un large cratère d'impact observé sur Titania, un satellite naturel de la planète Uranus. Il mesure environ 135 km de long, et est coupé par le canyon Belmont Chasma. Son nom a été choisi selon celui du personnage de la comédie Beaucoup de bruit pour rien de William Shakespeare.
Ursula a une dépression centrale d'un diamètre approximatif de 20 km. C'est l'un des plus jeunes gros impacts à la surface de Titania. Le cratère est entouré de plaines lisses, qui ont la plus faible densité de cratères d'impact à la surface de la lune, bien qu'elles soient traversées par Belmont Chasma. Les plaines pourraient être des dépôts d'impacts (éjectas) associées à Ursula, à moins qu'elles ne trouvent leurs origines dans une activité cryovolcanique ancienne.